# Kevin McCall
Kevin Lamar McCall, Jr., principalmente conosciuto come Kevin McCall o K-Mac, (Watts, 25 luglio 1985), è un cantante e produttore discografico statunitense, della scuderia della Universal Music Group e della CBE (Chris Brown Entertainment). Ha collaborato con numerosi artisti come Chris Brown, Keri Hilson, Diddy, Bow Wow, Joe Jonas e Justin Bieber ed ha ottenuto una nomination ai Grammy Award nel 2011 per il brano Deuces.
Nel 2016 è stato licenziato dalla sua casa discografica dall'amico Chris Brown, la causa, a detta di Brown sarebbe l'eccessiva arroganza dell'artista e il fatto che quest'ultimo andava a molti festini, lavorando troppo poco.
McCall è stato sposato con la vincitrice della terza edizione di America’s Next Top Model, Eva Marcille, da cui ha avuto una figlia. 
Attualmente non sono più sposati.

## Discografia

### Mixtape
- Un-invited Guest (Hosted by DJ Ill Will feat. DJ Drama) (2011)
- The EargaZm (Hosted by DJ Ill Will) (2011)